# N.N.
N.N. (від лат. Nomen nescio вимовляється [ˈnoːmɛn ˈnɛskɪ.oː], скорочено N.N. — деяка особа) — скорочення, яке використовується як підпис висловів (афоризмів, крилатих висловів та ін.), якщо автор виразу невідомий. З латині nomen, «ім'я» та nescio, «я не знаю», це буквально означає «я не знаю імені». Родове ім'я Numerius Negidius, яке використовувалось у римські часи, було обрано частково тому, що воно поділяло ініціали з цією фразою.

## Використання
Одне із застосувань цього імені — захист від помсти при повідомленні про злочин або шахрайство компанії. N. N. зазвичай використовується при підрахунку очок в шахових партіях, не тільки тоді, коли ім'я одного з учасників дійсно невідомо, але і коли безіменний гравець стикається з майстром, як в сеансі одночасної гри. Ще одна причина — уберегти відомого гравця від образи болючою поразкою.